# Megaselia rubida
Megaselia rubida är en tvåvingeart som först beskrevs av Schmitz 1918.  Megaselia rubida ingår i släktet Megaselia och familjen puckelflugor. Arten är reproducerande i Sverige. Inga underarter finns listade i Catalogue of Life.